# Associação de Futebol de Évora
Associação de Futebol de Évora (AFE) é o organismo que tutela as competições, clubes e atletas do Distrito de Évora. Foi fundada em Setembro de 1917.

## Sede
A Associação de Futebol de Évora é sediada em Évora, na Rua Gazeta Eborense.

## Competições AF de Évora
| Época   | Campeonato (1.º Escalão) | Taça Distrital       | Supertaça            | Campeonato (2.º Escalão) | Juniores (Juniores A) |
| ------- | ------------------------ | -------------------- | -------------------- | ------------------------ | --------------------- |
| 2024/25 | Juventude Évora          | Juventude Évora      | Sporting Viana       | GD Cabrela               | Juventude Évora       |
| 2023/24 | Estrela Vendas Novas     | Sporting Viana       | Estrela Vendas Novas | Foros de Vale Figueira   | Lusit. Évora          |
| 2022/23 | Canaviais                | At. Reguengos        | Canaviais            | Lusit. Évora B           | Juventude Évora       |
| 2021/22 | Lusit. Évora             | Lusit. Évora         | Lusit. Évora         | Arcoense                 | CF Estremoz           |
| 2020/21 | Grupo União Sport        | Lusit. Évora         | N/A (Covid-19)       | N/A (Covid-19)           | N/A (Covid-19)        |
| 2019/20 | Juventude Évora          | N/A (Covid-19)       | N/A (Covid-19)       | Lusit. Évora             | Estrela Vendas Novas  |
| 2018/19 | Lusit. Évora             | Juventude Évora      | Lusit. Évora         | Escouralense             | Lusit. Évora          |
| 2017/18 | Redondense               | Lusit. Évora         | Redondense           | Arraiolense              | Juventude Évora       |
| 2016/17 | Estrela Vendas Novas     | Lusit. Évora         | Lusit. Évora         | Portel                   | Calipolense           |
| 2015/16 | Sporting Viana           | Lusit. Évora         |                      | Estrela Vendas Novas     | Lusit. Évora          |
| 2014/15 | Juventude Évora          | Sporting Viana       |                      | Portel                   | Estrela Vendas Novas  |
| 2013/14 | Oriolenses               | Sporting Viana       |                      | Lusit. Évora             | Lusit. Évora          |
| 2012/13 | Oriolenses               | Oriolenses           |                      | Lusit. Évora             | Redondense            |
| 2011/12 | Monte do Trigo           | Monte do Trigo       |                      | Arraiolense              | Estrela Vendas Novas  |
| 2010/11 | Redondense               | Redondense           |                      | CF Estremoz              | Grupo União Sport     |
| 2009/10 | Estrela Vendas Novas     | GD Portel            |                      | Canaviais                | Lusit. Évora          |
| 2008/09 | Grupo União Sport        | Estrela Vendas Novas |                      | Giesteira                | Estrela Vendas Novas  |
| 2007/08 | At. Reguengos            | At. Reguengos        |                      | Arcoense                 | Grupo União Sport     |
| 2006/07 | Grupo União Sport        | Monte do Trigo       |                      | Sporting Viana           | Lusit. Évora          |
| 2005/06 | At. Reguengos            | Oriolienses          |                      | Canaviais                | Juventude Évora       |
| 2004/05 | Monte do Trigo           | Monte do Trigo       |                      | Torre de Coelheiros      | Grupo União Sport     |
| 2003/04 | Lusit. Évora             | Lusit. Évora         |                      | CF Estremoz              | Lusit. Évora          |
| 2002/03 | Monte do Trigo           | Monte do Trigo       |                      | Rio de Moinhos           | Juventude Évora       |
| 2001/02 | Calipolense              | Calipolense          |                      | Escouralense             | Lusit. Évora          |
| 2000/01 | Grupo União Sport        | Grupo União Sport    |                      | Sporting Viana           | Juventude Évora       |
| 1999/00 | Calipolense              | Borbense             | Borbense             | N/A                      | Lusit. Évora          |
| 1998/99 | GD Portel                | GD Portel            |                      | N/A                      | Juventude Évora       |
| 1997/98 | Calipolense              | Calipolense          |                      | N/A                      | Lusit. Évora          |
| 1996/97 | Bencatelense             | Bencatelense         |                      | N/A                      | SL Évora              |
| 1995/96 | Calipolense              | Calipolense          |                      | N/A                      | Estrela Vendas Novas  |
| 1994/95 | At. Reguengos            |                      |                      | Fazendas do Cortiço      | Lusit. Évora          |
| 1993/94 | Estrela Vendas Novas     |                      |                      |                          |                       |
| 1992/93 | CF Estremoz              |                      |                      |                          |                       |
| 1991/92 | Borbense                 |                      |                      |                          |                       |
| 1990/91 | At. Reguengos            |                      |                      |                          |                       |
| 1989/90 | CF Estremoz              |                      |                      |                          |                       |
| 1988/89 | Borbense                 |                      |                      |                          |                       |
| 1987/88 | Arraiolense              |                      |                      |                          |                       |
| 1986/87 | Grupo União Sport        |                      |                      |                          |                       |
| 1985/86 | At. Reguengos            |                      |                      |                          |                       |
| 1984/85 | CF Estremoz              |                      |                      |                          |                       |
| 1983/84 | Grupo União Sport        |                      |                      |                          |                       |
| 1982/83 | Canaviais                |                      |                      |                          |                       |
| 1981/82 | Estrela Vendas Novas     |                      |                      |                          |                       |
| 1980/81 | Redondense               |                      |                      |                          |                       |
| 1979/80 | Grupo União Sport        |                      |                      |                          |                       |
| 1978/79 | Borbense                 |                      |                      |                          |                       |
| 1977/78 | Estrela Vendas Novas     |                      |                      |                          |                       |
| 1976/77 | Borbense                 |                      |                      |                          |                       |
| 1975/76 | At. Reguengos            |                      |                      |                          |                       |
| 1974/75 | Estrela Vendas Novas     |                      |                      |                          |                       |
| 1973/74 | At. Reguengos            |                      |                      |                          |                       |
| 1972/73 | Calipolense              |                      |                      |                          |                       |
| 1971/72 | Estrela Vendas Novas     |                      |                      |                          |                       |
| 1970/71 | Calipolense              |                      |                      |                          |                       |
| 1969/70 | Estrela Vendas Novas     |                      |                      |                          |                       |
| 1968/69 | Calipolense              |                      |                      |                          |                       |
| 1967/68 | Juventude Évora          |                      |                      |                          |                       |
| 1966/67 | Juventude Évora          |                      |                      |                          |                       |
| 1965/66 | Juventude Évora          |                      |                      |                          |                       |
| 1964/65 | Juventude Évora          |                      |                      |                          |                       |
| 1963/64 | Estrela Vendas Novas     |                      |                      |                          |                       |
| 1962/63 | Juventude Évora          |                      |                      |                          |                       |
| 1961/62 | Juventude Évora          |                      |                      |                          |                       |
| 1960/61 | Borbense                 |                      |                      |                          |                       |
| 1959/60 | Grupo União Sport        |                      |                      |                          |                       |
| 1958/59 | Estrela Vendas Novas     |                      |                      |                          |                       |
| 1957/58 | Estrela Vendas Novas     |                      |                      |                          |                       |
| 1956/57 | Estrela Vendas Novas     |                      |                      |                          |                       |
| 1955/56 | Estrela Vendas Novas     |                      |                      |                          |                       |
| 1954/55 | Estrela Vendas Novas     |                      |                      |                          |                       |
| 1953/54 | Estrela Vendas Novas     |                      |                      |                          |                       |
| 1952/53 | Juventude Évora          |                      |                      |                          |                       |

http://arquivista-evora.blogspot.com/

## Clubes nos escalões nacionais
Na época 2024/25, a Associação de Futebol de Évora tem como representantes nos campeonatos nacionais o Lusitano Ginásio Clube e o Estrela de Vendas Novas.

## Órgãos Sociais
Presidente :
Eng.º António Francisco Pereira
Conselho de Disciplina :
Presidente : Elsa Cristina Fadista Justo
Conselho de Arbitragem :
Presidente : Hugo Miguel Lobato Quintino